# Valea Maciului
Valea Maciului – wieś w Rumunii, w okręgu Alba, w gminie Avram Iancu. W 2011 roku liczyła 8 mieszkańców.